# Armutsminderungsstrategie
Die Armutsminderungsstrategie ist ein Begriff aus der internationalen Entwicklungspolitik. Sie wird in sog. Poverty Reduction Strategy Papers (PRSPs) (deutsch: Strategiepapier zur Armutsminderung) niedergelegt. Der Internationale Währungsfonds (IWF) und die Weltbank haben dieses Konzept 1999 entwickelt. Ziel der Poverty Reduction Strategy Papers ist es, die Politik dieser beiden Institutionen gegenüber den ärmsten Entwicklungsländern ganz auf das Ziel der Armutsbekämpfung auszurichten. Die Philosophie basiert darauf, dass die Länder selbst Strategien für die Weiterentwicklung ihrer Wirtschaft und ihres Sozialsystems entwickeln und auch die Verantwortung für die Umsetzung übernehmen. Die Geberländer unterstützen dabei diese Strategien. Dabei sollen die PRSPs in einem partizipativen Prozess entstehen, d. h., dass die Zivilgesellschaft (Parteien und Parlament, Unternehmerverbände und Gewerkschaften, Kirchen und Nichtregierungsorganisationen) sich an der Erarbeitung der Strategie beteiligt.